# Seznam slik Fride Kahlo
Sledi seznam pomembnih slik mehiške umetnice Fride Khalo. Ne vključuje risb, študij ali akvarelov.
| Leto    | Naslov v angleščini                                                        | Naslov v španščini                                                                  | Medij                                               | Sliko hranijo v:                                                  |
| ------- | -------------------------------------------------------------------------- | ----------------------------------------------------------------------------------- | --------------------------------------------------- | ----------------------------------------------------------------- |
| 1924    | Pladenj z makom                                                            | Charola de amapolas                                                                 | Olje na kovini, 40.5 cm premer                      | Zbirka Isolda Pinedo Kahlo                                        |
| 1925    | Tihožitje (vrtnice)                                                        | Naturaleza muerta (Rosas)                                                           | Olje na platnu, 41.2 x 30 cm                        | Privatna zbirka                                                   |
| 1925    | Urbana pokrajina                                                           | Paisaje urbano                                                                      | Olje na platnu, 34.29 x 40 cm                       | Privatna zbirka, Ciudad de Mexico, Mehika                         |
| 1926    | Avtoportret v žametni obleki                                               | Autorretrato con trajede terciopelo                                                 | Olje na platnu, 79 x 58 cm                          | Privatna zbirka, Ciudad de Mexico, Mehika                         |
| 1927    | La Adelita, Pancho Villa in Frida                                          | La Adelita, Pancho Villa, y Frida                                                   | Olje na platnu mounted on board, 65 x 45 cm         | Tlaxcalteca Institute of Culture, Tlaxcala, Mehika                |
| 1927    | Če bi Adelita ... ali Šiltarice                                            | Si Adelita... o Los Cachuchas                                                       | Olje na platnu, 65.3 x 45.1 cm                      | Privatna zbirka, Mehika                                           |
| 1927    | Portret Miquel N. Lira                                                     | Retrato de Miquel N. Lira                                                           | Olje na platnu, 106 x 74 cm                         | Tlaxcalteca Institute of Culture, Tlaxcala, Mehika                |
| 1927    | Portret Adriana                                                            | Retrato de Adriana                                                                  | Olje na platnu, 105.9 x 73.9 cm                     | Neznan                                                            |
| 1927    | Portret Agustin Olmedo                                                     | Retrato de Agustin Olmedo                                                           | Olje na platnu, 79 x 59 cm                          | Coyoacán, Mehika                                                  |
| 1927    | Portret Alicia Galant                                                      | Retrato de Alicia Galant                                                            | Olje na platnu, 107 x 93 cm                         | Museo Dolores Olmedo, Ciudad de Mexico, Mehika                    |
| 1927    | Portret Ruth Quintanilla                                                   | Retrato de Ruth Quintanilla                                                         | Olje na platnu (mere neznane)                       | Neznan                                                            |
| c. 1927 | Portret Jesús Ríos y Valles                                                | Retrato de Jesús Ríos y Valle                                                       | Neznan                                              | Uničena                                                           |
| 1928    | Portret Alejandro Gómez Arias                                              | Retrato de Alejandro Gómez Arias                                                    | Olje na les, 61.5 x 41 cm                           | Privatna zbirka, Mehika                                           |
| 1928    | Portret Cristine, moja sestra                                              | Retrato de Cristina, Mi Hermana                                                     | Olje na les, 99 x 81.5 cm                           | Privatna zbirka, Ciudad de Mexico, Mehika                         |
| 1928    | Sedeče dekle z raco                                                        | Niña Sentada con Pato                                                               | Olje na platnu, 100.3 x 40.3 cm                     | Privatna zbirka                                                   |
| 1928    | Dve ženski                                                                 | Dos mujeres                                                                         | Olje na platnu, 69 x 53 cm                          | Museum of Fine Arts, Boston, Massachusetts                        |
| 1929    | Gola indijanka                                                             | Desnudo de mujer India                                                              | Olje na platnu (mere neznane)                       | Neznan                                                            |
| 1929    | Portret dekleta                                                            | Retrato de una niña                                                                 | Olje na platnu, 118.1 x 80 cm                       | Muzej Fride Kahlo, Coyoacán, Mehika                               |
| 1929    | Portret dekleta s trakom okoli pasu                                        | Retrato de una niña con un lazo en la cintura                                       | Olje na platnu (mere neznane)                       | Neznan                                                            |
| 1929    | Portret Isolda Pinedo Kahlo                                                | Retrato de Isolda Pinedo Kahlo                                                      | Olje na platnu, 65.5 x 44 cm                        | Zbirka Grupo Sura, Ciudad de Mexico, Mehika                       |
| 1929    | Portret Lupe Marín                                                         | Retrato de Lupe Marín                                                               | Olje na platnu (mere neznane)                       | Uničena                                                           |
| 1929    | Portret Virginia (mala dekle)                                              | Retrato de Virginia (Niña)                                                          | Olje na masonit, 84 x 68 cm                         | Museo Dolores Olmedo, Ciudad de Mexico, Mehika                    |
| 1929    | Avtoportret – Čas beži                                                     | Autorretrato – El tiempo vuela                                                      | Olje na masonit, 77.5 x 61 cm                       | Zbirka Antony Bryan                                               |
| 1929    | Avtobus                                                                    | El camion                                                                           | Olje na platnu, 26 x 55.5 cm                        | Museo Dolores Olmedo, Ciudad de Mexico, Mehika                    |
| 1930    | Portret žene v belem                                                       | Retrato de una mujer de blanco                                                      | Olje na platnu, 119 x 81 cm                         | Privatna zbirka, Berlin, Nemčija                                  |
| 1930    | Avtoportret                                                                | Autorretrato                                                                        | Olje na platnu, 65 x 54 cm                          | Privatna zbirka, Boston, Massachusetts, ZDA                       |
| 1931    | Razstavno okno na ulici v Detroitu                                         | Aparado en una calle de Detroit                                                     | Olje na kovini, 30.3 x 38.2 cm                      | Zbirka Mr. and Mrs. Abel Holtz, ZDA                               |
| 1931    | Frida in Diego Rivera                                                      | Frieda y Diego Rivera                                                               | Olje na platnu, 100 x 79 cm                         | San Francisco Museum of Modern Art, San Francisco, ZDA            |
| 1931    | Portret dr. Leo Eloesser                                                   | Retrato de Dr. Leo Eloesser                                                         | Olje na masonit, 85.1 x 59.7 cm                     | University of Kalifornija, School of Medicine, San Francisco, ZDA |
| 1931    | Portret Eva Frederick                                                      | Retrato de Eva Frederick                                                            | Olje na platnu, 87 x 44 cm                          | Museo Dolores Olmedo, Ciudad de Mexico, Mehika                    |
| 1931    | Portret gospe Jean Wight                                                   | Retrato de Sra. Jean Wight                                                          | Olje na platnu, 63.5 x 46 cm                        | Zbirka Mr. and Mrs. John Berggruen, San Francisco, ZDA            |
| 1932    | Portret Luther Burbank                                                     | Retrato de Luther Burbank                                                           | Olje na masonit, 87 x 62 cm                         | Museo Dolores Olmedo, Ciudad de Mexico, Mehika                    |
| 1932    | Frida in carski rez                                                        | Frida y la operación cesárea                                                        | Olje na platnu, 73 x 62 cm                          | Museo Dolores Olmedo, Ciudad de Mexico, Mehika                    |
| 1932    | Henry Ford Hospital                                                        | Henry Ford Hospital                                                                 | Olje na kovini, 30.5 x 38 cm                        | Museo Dolores Olmedo, Ciudad de Mexico, Mehika                    |
| 1932    | Moje rojstvo                                                               | Mi nacimiento                                                                       | Olje na kovini, 30.5 x 35 cm                        | Privatna zbirka of Madonna                                        |
| 1932    | Avtoportret na meji Mehike in ZDA                                          | Autorretrato en la frontera entre México y los Estados Unidos                       | Olje na kovini, 31 x 35 cm                          | Zbirka Maria Rodriquez de Reyero, New York City, ZDA              |
| 1933    | Moja obleka visi tam                                                       | Allá cuelga mi vestido                                                              | Olje in kolaž na masonitu, 46 x 50 cm               | Hoover Gallery, San Francisco, ZDA                                |
| 1933    | Avtoportret – zelo grdo                                                    | Autorretrato – muy fea                                                              | Fresco mounted on masonite, 27.4 x 22.2 cm          | Privatna zbirka, Dallas, Texas, ZDA                               |
| 1933    | Avtoportret z ogrlico                                                      | Autorretrato con collar                                                             | Olje na kovini, 34.5 x 29.5 cm                      | Zbirka Jacques & Natasha Gelman, Ciudad de Mexico, Mehika         |
| 1935    | A Few Small Nips                                                           | Unos cuantos piquetitos                                                             | Olje na kovini, 30 x 40 cm                          | Museo Dolores Olmedo, Ciudad de Mexico, Mehika                    |
| 1935    | Avtoportret s kodrastimi lasmi                                             | Autorretrato con pelo rizado                                                        | Oil on tin, 19.3 x 14.7 cm                          | Privatna zbirka, Kalifornija, ZDA                                 |
| 1936    | Moji stari starši, moji starši in jaz                                      | Mis abuelos, mis padres, y yo                                                       | Olje in tempera na cink, 30.7 x 34.5 cm             | Museum of Modern Art, New York City, ZDA                          |
| 1937    | Cactus Fruits                                                              | Tunas                                                                               | Olje na kovini, 20 x 24 cm                          | Robert Holmes Collection, Perth, Avstralija                       |
| 1937    | Fulang-Chang in jaz                                                        | Fulang-Chang y yo                                                                   | Olje na masonit, 40 x 28 cm                         | Museum of Modern Art, New York City, ZDA                          |
| 1937    | I Belong to My Owner                                                       | Pertenezco a mi dueño                                                               | Olje, mere neznane                                  | Neznan                                                            |
| 1937    | Jaz in moja punčka                                                         | Yo y mi muñeca                                                                      | Olje na kovini, 40 x 31 cm                          | Zbirka Jacques & Natasha Gelman, Ciudad de Mexico, Mehika         |
| 1937    | Spomin                                                                     | Recuerdo                                                                            | Olje na kovini, 40 x 28 cm                          | Zbirka Michel Petitjean, Paris, France                            |
| 1937    | Moja dojilja in jaz                                                        | Yo y mi muñeca                                                                      | Olje na kovini, 30.5 x 36.83 cm                     | Museo Dolores Olmedo, Ciudad de Mexico, Mehika                    |
| 1937    | Portret Alberto Misrachi                                                   | Retrato de Alberto Misrachi                                                         | Olje na kovini, 34.3 x 26.9 cm                      | Zbirka Ana Misrachi, Ciudad de Mexico, Mehika                     |
| 1937    | Portret Diego Rivera                                                       | Retrato de Diego Rivera                                                             | Olje na les, 46 x 32 cm                             | Zbirka Jacques & Natasha Gelman, Ciudad de Mexico, Mehika         |
| 1937    | Avtoportret, posvečen Leonu Trockemu                                       | Autorretrato dedicado a Leon Trotsky                                                | Olje na masonit, 87 x 70 cm                         | National Museum of Women in the Arts, Washington, DC, ZDA         |
| 1937    | Pokojni Dimas                                                              | El difuntito Dimas                                                                  | Olje na masonit, 48 x 31 cm                         | Museo Dolores Olmedo, Ciudad de Mexico, Mehika                    |
| 1938    | Štirje prebivalci Ciudad de Mexico                                         | Cuatro habitantes de la Ciudad de México                                            | Olje na kovini, 32.4 x 47.6 cm                      | Privatna zbirka, Palo Alto, Kalifornija, ZDA                      |
| 1938    | Sadovi zemlje                                                              | Frutos de la tierra                                                                 | Olje na masonit, 40.6 x 60 cm                       | Zbirka National Bank of Mexico, Ciudad de Mexico, Mehika          |
| 1938    | Dekle s posmrtno masko (igra se sama)                                      | Niña con mascara de meurte (Ella juega solo)                                        | Olje na kovini, 14.9 x 11 cm                        | Nagoya City Art Museum, Nagoya, Japan                             |
| 1938    | Dekle s posmrtno masko                                                     | Niña con mascara de meurte                                                          | Neznan                                              | Neznan                                                            |
| 1938    | Itzcuintli Dog with Me                                                     | Perro Itzcuintli conmigo                                                            | Olje na platnu, 71 x 52 cm                          | Privatna zbirka, Dallas, Texas, ZDA                               |
| 1938    | Pitahayas                                                                  | Pitahayas                                                                           | Olje na kovini, 25.4 x 35.6 cm                      | Madison Museum of Contemporary Art, Madison, Wisconsin, ZDA       |
| 1938    | Spomin na odprto rano                                                      | Recuerdo de la herida abierta                                                       | Oil, 20.3 x 25.4 cm                                 | Uničena in a fire                                                 |
| 1938    | Avtoportret                                                                | Autorretrato                                                                        | Olje na tabli, 12 x 7 cm                            | Privatna zbirka, Paris, France                                    |
| 1938    | Avtoportret (ovalna miniatura)                                             | Autorretrato (oval miniatura)                                                       | Olje na les, 4.1 x 3.8 cm                           | Privatna zbirka, New York, ZDA                                    |
| 1938    | Avtoportret – okvir                                                        | Autorretrato – El marco                                                             | Olje na aluminiju in steklu, 28.5 x 20.7 cm         | Musée National d'Art Moderne, Pariz, Francija                     |
| 1938    | Avtoportret z opico                                                        | Autorretrato con mono                                                               | Olje na masonit, 40.6 x 30.5 cm                     | Albright–Knox Art Gallery, Buffalo, New York                      |
| 1938    | Preživeli                                                                  | Superviviente                                                                       | Olje na kovini, 17 x 12 cm                          | Privatna zbirka                                                   |
| 1938    | Letalska nesreča                                                           | El accidente de aviación                                                            | Olje, mere neznane                                  | Neznan                                                            |
| 1938    | Samomor Dorothy Hale                                                       | El suicidio de Dorothy Hale                                                         | Olje na masonit, 60.4 x 48.6 cm                     | Phoenix Art Museum, Phoenix, Arizona, ZDA                         |
| 1938    | Prosili so za letala, a dobili slamnata krila                              | Piden aeroplanos y les dan alas de petate                                           | Olje na kovini, 12.0 x 16.5 cm                      | Neznan                                                            |
| 1938    | Kaj mi je dala voda                                                        | Lo que el agua me dio                                                               | Olje na platnu, 91.44 x 70.5 cm                     | Zbirka Daniel Filipacchi, Paris, France                           |
| 1938    | Ko te imam, življenje, kako zelo te ljubim                                 | Cuando te tengo a ti, vida, cuanto te quiero                                        | Oil on board, 55.6 x 35.6 cm                        | Privatna zbirka                                                   |
| 1938    | Xochil, Cvet življenja                                                     | Xochitl, flor de la vida                                                            | Olje na kovini, 18 x 9.5 cm                         | Zbirka Dr. Rodolfo Gomez, Ciudad de Mexico, Mehika                |
| 1939    | Dve Fridi                                                                  | Las dos Fridas                                                                      | Olje na platnu, 173.5 x 173 cm                      | Museo de Arte Moderno, Ciudad de Mexico, Mehika                   |
| 1939    | Dva akta v gozdu                                                           | Dos desnudos en un bosque                                                           | Olje na kovini, 25 x 30.5 cm                        | Zbirka Jon and Mary Shirley, Washington, ZDA                      |
| 1940    | Retablo                                                                    | Retablo                                                                             | Olje na kovini, 19.1 x 24.1 cm                      | Privatna zbirka                                                   |
| 1940    | Avtoportret, posvečen Sigmundu Firestonu                                   | Autorretrato dedicado al Sigmund Firestone                                          | Olje na masonit, 61 x 43 cm                         | Zbirka Violet Gershenson, New York, ZDA                           |
| 1940    | Avtoportret s pristriženimi lasmi                                          | Autorretrato con pelo corto                                                         | Olje na platnu, 40 x 28 cm                          | Museum of Modern Art, New York City, ZDA                          |
| 1940    | Avtoportret z opico                                                        | Autorretrato con mono                                                               | Olje na masonit, 55.2 x 43.5 cm                     | Privatna zbirka of Madonna                                        |
| 1940    | Avtoportret z ogrlico iz trnja in kolibrijem                               | Autorretrato con collar de espinas                                                  | Olje na platnu, 63.5 x 49.5 cm                      | University of Texas at Austin, Austin, Texas, ZDA                 |
| 1940    | Avtoportret, posvečen dr. Eloesserju                                       | Autorretrato dedicado al Dr. Eloesser                                               | Olje na masonit, 59.5 x 40 cm                       | Privatna zbirka                                                   |
| 1940    | Sanje (postelja)                                                           | El sueño (La cama)                                                                  | Olje na platnu, 74 x 98.5 cm                        | Zbirka Selma and Nesuhi Ertegun, New York City, ZDA               |
| 1940    | Ranjena miza                                                               | La mesa herida                                                                      | Olje na platnu, 122 x 244 cm                        | Neznan (possibly Poland or Moscow, Russia)                        |
| 1941    | Košara za rože                                                             | Cesta con flores                                                                    | Olje na bakreni plošči, 64.1 cm                     | Privatna zbirka, Seattle, ZDA                                     |
| 1941    | Jaz in moje papige                                                         | Yo y mis pericos                                                                    | Olje na platnu, 82 x 62.8 cm                        | Zbirka Mr. & Mrs. Harold H. Stream, New Orleans, Louisiana, ZDA   |
| 1941    | Avtoportret v rdeči in zlati obleki                                        | Autorretrato con vestido rojo y dorado                                              | Olje na platnu, 37.8 x 26.9 cm                      | Zbirka Jacques & Natasha Gelman, Ciudad de Mexico, Mehika         |
| 1941    | Avtoportret z lepo                                                         | Autorretrato con bonito                                                             | Olje na platnu, 55 x 43.4 cm                        | Privatna zbirka, ZDA                                              |
| 1941    | Avtoportret s pletenico                                                    | Autorretrato con trenza                                                             | Olje na masonit, 51 x 38.7 cm                       | Zbirka Jacques & Natasha Gelman, Ciudad de Mexico, Mehika         |
| 1942    | Portret Lucha Marie, dekleta iz Tehuacana                                  | Retrato de Lucha Maria, una niña de Tehuacan                                        | Olje na masonit, 54.6 x 43.2 cm                     | Privatna zbirka, Ciudad de Mexico, Mehika                         |
| 1942    | Portret Marucha Lavin                                                      | Retrato de Marucha Lavin                                                            | Oil on copper, 64.8 cm                              | Zbirka Jose Domingo and Eugenia Lavin, Ciudad de Mexico, Mehika   |
| 1942    | Avtoportret z opico in papigo                                              | Autorretrato con mono y perico                                                      | Olje na masonit, 54.6 x 43.2 cm                     | Zbirka Constantini, Buenos Aires, Argentina                       |
| 1942    | Tihožitje (okroglo)                                                        | Naturaleza muerta (Tondo)                                                           | Oil on copper plate, 63 cm                          | Muzej Fride Kahlo, Coyoacán, Mehika                               |
| 1943    | Diego v mojih mislih ali Razmišljanje o Diegu                              | Diego en mi pensamiento o Pensando en Diego                                         | Olje na masonit, 76 x 61 cm                         | Zbirka Jacques & Natasha Gelman, Ciudad de Mexico, Mehika         |
| 1943    | Cvet življenja                                                             | Flor de la vida                                                                     | Olje na masonit, 27.8 x 19.7 cm                     | Museo Dolores Olmedo, Ciudad de Mexico, Mehika                    |
| 1943    | Kako lepo je življenje, ko nam daje svoje bogastvo                         | Que bonita es la vida cuando nos da sus riquezas                                    | Neznan                                              | Neznan                                                            |
| 1943    | Portret Natasha Gelman                                                     | Retrato de Natasha Gelman                                                           | Olje na platnu, 30 x 23 cm                          | Zbirka Jacques & Natasha Gelman, Ciudad de Mexico, Mehika         |
| 1943    | Korenine                                                                   | Raíces                                                                              | Olje na kovini, 30.5 x 49.9 cm                      | Privatna zbirka                                                   |
| 1943    | Avtoportret z opico                                                        | Autorretrato con monos                                                              | Olje na platnu, 81.5 x 63 cm                        | Zbirka Jacques & Natasha Gelman, Ciudad de Mexico, Mehika         |
| 1943    | Nevesta je bila prestrašena, ko je videla življenje odprto                 | La novia asustada al ver la vida abierta                                            | Olje na platnu, 63 x 81.5 cm                        | Zbirka Jacques & Natasha Gelman, Ciudad de Mexico, Mehika         |
| 1943    | Razmišljanje o smrti                                                       | Pensando en la muerte                                                               | Olje na platnu nameščen na masonitu, 44.5 x 37 cm   | Zbirka Dolores Olmedo Patiño, Ciudad de Mexico, Mehika            |
| 1944    | Diego in Frida 1929–1944                                                   | Diego y Frida 1929–1944                                                             | Olje na masonit, 13 x 8 cm                          | Zbirka Maria Felix, Ciudad de Mexico, Mehika                      |
| 1944    | Portret Doña Rosita Morillo                                                | Retrato de Doña Rosita Morillo                                                      | Olje na platnu nameščen na masonitu, 75.5 x 59.5 cm | Zbirka Dolores Olmedo Patiño, Ciudad de Mexico, Mehika            |
| 1944    | Portret Lupita Morillo Safa                                                | Retrato de Lupita Morillo Safa                                                      | Olje na masonit, 58.7 x 53.3 cm                     | Privatna zbirka                                                   |
| 1944    | Portret Mariana Morillo Safa                                               | Retrato de Mariana Morillo Safa                                                     | Olje na platnu, 40 x 28 cm                          | Privatna zbirka, New York, ZDA                                    |
| 1944    | Portret Alicia in Eduardo Safa                                             | Retrato de Alicia y Eduardo Safa                                                    | Olje na platnu, 56 x 85.5 cm                        | Zbirka Dolores Olmedo Patiño, Ciudad de Mexico, Mehika            |
| 1944    | Portret inženirja Eduardo Morillo Safa                                     | Retrato del Ingeniero Eduardo Morillo Safa                                          | Olje na masonit, 41.9 x 31.2 cm                     | Zbirka Dolores Olmedo Patiño, Ciudad de Mexico, Mehika            |
| 1944    | Portret Marte R. Gómez                                                     | Retrato de Marte R. Gómez                                                           | Olje na masonit, 32.5 x 26.5 cm                     | Zbirka Marte Gomez Leal, Ciudad de Mexico, Mehika                 |
| 1944    | Zlomljen steber                                                            | La columna rota                                                                     | Olje na platnu, 43 x 33 cm                          | Museo Dolores Olmedo, Ciudad de Mexico, Mehika                    |
| 1945    | Magnolije                                                                  | Magnolias                                                                           | Olje na masonit, 41 x 57 cm                         | Zbirka Balbina Azcarraga, Ciudad de Mexico, Mehika                |
| 1945    | Mojzes                                                                     | Moises                                                                              | Olje na masonit, 61 x 75.6 cm                       | Privatna zbirka                                                   |
| 1945    | Avtoportret z opico (1945)                                                 | Autorretrato con mono                                                               | Olje na masonit, 57 x 42 cm                         | Zbirka Robert Brady Foundation, Cuernavaca, Mehika                |
| 1945    | Avtoportret z majhno opico                                                 | Autorretrato con changuito                                                          | Olje na masonit, 39.5 x 34.5 cm                     | Museo Dolores Olmedo, Ciudad de Mexico, Mehika                    |
| 1945    | Kokoš                                                                      | El pollito                                                                          | Olje na masonit, 27.2 x 22.2 cm                     | Museo Dolores Olmedo, Ciudad de Mexico, Mehika                    |
| 1945    | Maska                                                                      | La mascara (de la locura)                                                           | Olje na masonit, 40 x 30.5 cm                       | Museo Dolores Olmedo, Ciudad de Mexico, Mehika                    |
| 1945    | Brez upanja                                                                | Sin esperanza                                                                       | Olje na platnu nameščen na masonitu, 28 x 36 cm     | Collection Dolores Olmedo Patiño, Ciudad de Mexico, Mehika        |
| 1946    | Pokrajina                                                                  | Paisaje                                                                             | Olje na platnu, 20 x 27 cm                          | Muzej Fride Kahlo, Coyoacán, Mehika                               |
| 1946    | Ranjeni jelen                                                              | El venado herido                                                                    | Olje na masonit, 22.4 x 30 cm                       | Zbirka Carolyn Farb, Houston, Texas, ZDA                          |
| 1946    | Drevo upanja, ostani močan                                                 | Arbol de la esperanza, mantente firme                                               | Olje na masonit, 55.9 x 40.6 cm                     | Zbirka Daniel Filipacchi, Paris, France                           |
| 1947    | Avtoportret z razpuščenimi lasmi                                           | Autorretrato con el pelo suelto                                                     | Olje na masonit, 61 x 45 cm                         | Privatna zbirka, Des Moines, Iowa, ZDA                            |
| 1947    | Sonce in življenje                                                         | El sol y la vida                                                                    | Olje na masonit, 40 x 50 cm                         | Zbirka Manuel Perusquia, Galería Arvil, Ciudad de Mexico, Mehika  |
| 1948    | Avtoportret                                                                | Autorretrato                                                                        | Olje na masonit, 50 x 39.5 cm                       | Zbirka Dr. Samuel Fastlicht, Ciudad de Mexico, Mehika             |
| 1949    | Diego in jaz                                                               | Diego y yo                                                                          | Olje na platnu nameščen na masonitu, 29.5 x 22.4 cm | Zbirka Mary Anne Martin Fine Arts, New York, ZDA                  |
| 1949    | Ljubezenski objem vesolja, Zemlje (Mehika), sebe, Diega in gospoda Xolotla | El aabrazo de amor de el universo, la tierra (México), yo, Diego, y el Señor Xolotl | Olje na platnu, 70 x 60.5 cm                        | Zbirka Jacques & Natasha Gelman, Ciudad de Mexico, Mehika         |
| 1950    | Portret Fridine družine                                                    | Retrato de la familia de Frida                                                      | Olje na masonit, 41 x 59 cm                         | Muzej Fride Kahlo, Coyoacán, Mehika                               |
| 1951    | Kokos                                                                      | Cocos                                                                               | Olje na masonit, 25.4 x 34.6 cm                     | Museo de Arte Moderno, Ciudad de Mexico, Mehika                   |
| 1951    | Portret mojega očeta                                                       | Retrato de mi padre                                                                 | Olje na masonit, 60.5 x 46.5 cm                     | Muzej Fride Kahlo, Coyoacán, Mehika                               |
| 1951    | Avtoportret s portretom doktorja Farilla                                   | Autorretrato con el retrato del Dr. Farill                                          | Olje na masonit, 41,5 x 50 cm                       | Galería Arvil, Ciudad de Mexico, Mehika                           |
| 1951    | Tihožitje, posvečeno Samuelu Fastlichtu                                    | Naturaleza muerta dedicado al Samuel Fastlicht                                      | Olje na platnu, 28.2 x 36 cm                        | Zbirka Dr. Samuel Fastlicht, Ciudad de Mexico, Mehika             |
| 1951    | Tihožitje s papigo in zastavo                                              | Naturaleza muerta con loro y bandera                                                | Olje na masonit, 28 x 40 cm                         | Zbirka Diaz Ordaz, Ciudad de Mexico, Mehika                       |
| 1951    | Tihožitje s papigo in sadjem                                               | Naturaleza muerta con loro y fruta                                                  | Olje na platnu, 25.4 x 29.7 cm                      | University of Texas at Austin, Austin, Teksas, ZDA                |
| 1951    | Krog                                                                       | El circulo                                                                          | Olje na kovini, 15 cm                               | Zbirka Dolores Olmedo Patiño, Ciudad de Mexico, Mehika            |
| 1951    | Jokajoči kokosi                                                            | Cocos llorando                                                                      | Olje na masonit, 23.2 x 30.5 cm                     | Zbirka Bernard and Edith Lewin, Palm Springs, Kalifornija, ZDA    |
| 1952    | Kongres ljudi za mir                                                       | Congreso de los pueblos por la paz                                                  | Oil and tempera on masonite, 19.1 x 25.1 cm         | Neznan                                                            |
| 1952    | Živa narava                                                                | Naturaleza viva                                                                     | Olje na platnu, 44 x 59.7 cm                        | Zbirka María Félix, Ciudad de Mexico, Mehika                      |
| 1952    | Tihožitje, posvečeno Samuelu Fastlichtu                                    | Naturaleza muerta dedicado al Samuel Fastlicht                                      | Olje na platnu mounted on wood, 25.8 x 44 cm        | Zbirka Dr. Samuel Fastlicht, Ciudad de Mexico, Mehika             |
| 1953    | Sad življenja                                                              | Fruta de la vida                                                                    | Olje na masonit, 47 x 62 cm                         | Zbirka Raquel M. de Espinosa Ulloa, Ciudad de Mexico, Mehika      |
| 1953    | Tihožitje z lubenicami                                                     | Naturaleza muerta con sandias                                                       | Oil on compressed wood, 40 x 60 cm                  | Museo de Arte Moderno, Ciudad de Mexico, Mehika                   |
| 1954    | Marksizem bo dal zdravje bolnim                                            | El Marxismo dará salud a los enfermos                                               | Olje na masonit, 76 x 61 cm                         | Muzej Fride Kahlo, Coyoacán, Mehika                               |
| 1954    | Avtoportret s portretom Diega na prsih in Marije med obrvmi                | Autorretrato con el retrato de Diego en el pecho y María entre las cejas            | Olje na masonit, 61 x 41 cm                         | Neznan                                                            |
| 1954    | Avtoportret s Stalinom                                                     | Autorretrato con Stalin                                                             | Olje na masonit, 59 x 39 cm                         | Muzej Fride Kahlo, Coyoacán, Mehika                               |
| 1954    | Tihožitje z zastavo                                                        | Naturaleza muerta con bandera                                                       | Olje na masonit, 38 x 52 cm                         | Muzej Fride Kahlo, Coyoacán, Mehika                               |
| 1954    | Viva la Vida in Dr. Juan Farill                                            | Viva la vida y el Dr. Juan Farill                                                   | Olje na masonit, 39 x 65 cm                         | Privatna zbirka, Ciudad de Mexico, Mehika                         |
| 1954    | Opečne peči                                                                | Los hornos de ladrillo                                                              | Olje na masonit, 39 x 59.5 cm                       | Muzej Fride Kahlo, Coyoacán, Mehika                               |
| 1954    | Avtoportret v pokrajini s sončnim zahodom                                  | Autorretrato en un paisaje con el sol poniéndose                                    | Neznan                                              | Uničena od Kahlo                                                  |
| 1954    | Viva la Vida, lubenice                                                     | Viva la vida, sandias                                                               | Olje na masonit, 59.5 x 50.8 cm                     | Muzej Fride Kahlo, Coyoacán, Mehika                               |

Izpodbija se verodostojnost besed »Ko te imam, življenje, koliko te ljubim« in »Kako lepo je življenje, ko nam daje bogastvo«.